# Vicario di Cristo

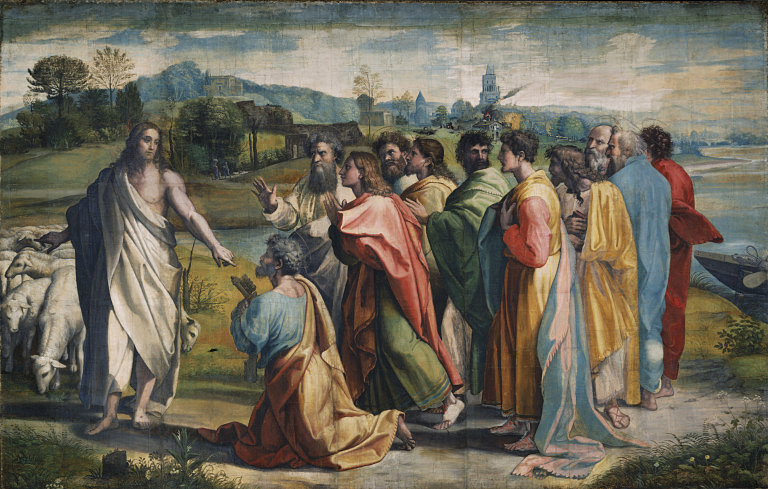
Raffaello Sanzio, Consegna delle chiavi, 1515-16, Victoria and Albert Museum, Londra.

Vicario di Cristo (dal latino Vicarius Christi) è un termine impiegato in diversi modi e con differenti connotazioni teologiche nel corso della storia. Un vicario è un dipendente che fa le veci del vero sovrano in alcune questioni di amministrazione di un regno, equivalente a «rappresentante» o «soprintendente». Il titolo è attualmente utilizzato nella Chiesa cattolica in riferimento al ruolo del vescovo e, in particolare, al vescovo di Roma.

## Storia e significati
Durante la storia del cristianesimo, il titolo di Vicario di Cristo è stato adoperato con diverse implicazioni teologiche e pastorali.

### Per i vescovi
La prima traccia del concetto alla base della locuzione si ritrova nella Lettera ai Magnesiani di Ignazio di Antiochia, un discepolo di Giovanni evangelista, ritenuta sollecitata da Pietro. Scritta tra l'88 e il 107, recita: «Con la guida del vescovo al posto di Dio (...)». Anche se Ignazio non usa esplicitamente il termine in questione, ne esplicita l'idea. Attualmente il Catechismo della Chiesa cattolica, in base agli insegnamenti del Concilio Vaticano II, insegna che tutti i vescovi sono vicari di Cristo.

### Per lo Spirito Santo
Il secondo esempio si riscontra nelle lettere di Tertulliano del III secolo, con una prospettiva teologica che si riferisce allo Spirito Santo; nella fattispecie, Cristo non compie miracoli fisicamente nella Chiesa, ma lo Spirito agisce da suo vicario, operando i prodigi e impedendo alla Chiesa di fallire. Non è noto se il termine era diffuso nella chiesa primitiva o se si trattava di un originale uso di Tertulliano.
Se con la Pentecoste si celebra la discesa dello Spirito Santo Dio sugli apostoli, loro donato da Gesù come il Consolatore, dopo l'Ascensione di Gesù ai Cieli, l'unica Presenza Reale di Dio rimasta nella Chiesa terrena fu:
- la presenza di Gesù nell'Eucaristia
- il Verbo e l'opera dello Spirito Santo Dio, visibile tramite il dono dei carismi.

Secondo la dottrina del Filioque, lo Spirito Santo Dio procede dal Padre Dio e dal Figlio Dio, il quale quindi ha in sé il potere di inviarlo e di donarlo direttamente agli apostoli, e ai vescovi consacrati per imposizione delle mani, quali depositari della fede di Cristo e loro successori.

Gli apostoli come Pietro, e i vescovi come il vescovo di Roma, loro successori, sono vicari di Gesù in terra, per opera dello Spirito Santo Dio, suo più grande dono in quanto Dio.

### Per i papi
Il terzo uso appare nel V secolo, nel sinodo romano del 13 maggio 495 che fa riferimento al papa Gelasio I. Le connotazioni teologiche del titolo assumono un significato pastorale, evocando le parole del Cristo all'apostolo Pietro in Gv 21:16-17 («Pasci le mie pecore... Pasci il mio gregge»), con cui Cristo avrebbe fatto di Pietro il suo vicario e pastore, affidandogli la responsabilità del suo gregge (cioè la Chiesa); ciò nella concezione che Pietro fosse il primo vescovo di Roma.
L'uso in riferimento ai papi nella Chiesa dei primi secoli era instabile; ne circolavano alcune varianti, come Vicario di Pietro, Vicario del Principe degli Apostoli o Vicario della Sede Apostolica. Questo titolo è utilizzato nel messale romano nelle preghiere di suffragio ai papi defunti e fu usato nel giuramento di obbedienza di san Bonifacio verso il papa Gregorio II. L'intitolazione come «Vicario di Cristo» per i papi divenne regolare solo dal XIII secolo, in seguito alle riforme del papa Innocenzo III, che reclamò la prerogativa di nominare i vescovi del Patriarcato latino. Nell'Annuario Pontificio, «Vicario di Gesù Cristo» è il terzo titolo ufficiale del vescovo di Roma; l'edizione del 2020 dell'Annuario include il titolo tra i "titoli storici", per indicare il suo legame con la storia del Papato.

### Nel cesaropapismo
Un uso differente sortì nell'Oriente cristiano, tra il V e il VI secolo, in riferimento all'Imperatore d'Oriente, come apice del fenomeno del cesaropapismo. Anche se l'imperatore non aveva autorità in materia dottrinale, in qualità di Vicario di Cristo aveva voce in capitolo su questioni giurisdizionali e amministrative della Chiesa. De facto, al sovrano spettava la convocazione dei Concili ecumenici.

## Teorie della cospirazione
La teoria della cospirazione del Vicarius Filii Dei («Vicario del Figlio di Dio»), ipotizzata come un'esplicitazione dello storico titolo Vicarius Christi, prende spunto da un'espressione utilizzata in riferimento a san Pietro nella Donazione di Costantino. Dal XIX secolo, a causa dell'interpretazione di Uriah Smith, alcuni gruppi di Avventisti del settimo giorno hanno avanzato la convinzione che la locuzione sia da identificare con il numero della Bestia (666) del Libro dell'Apocalisse e che sia usata nella tiara papale, connotando il Papa come l'Anticristo. La mancanza di immagini o prove sull'uso di Vicarius Filii Dei sulla tiara o sulla mitria, in abbinamento al mancato uso dell'espressione come titolo ufficiale, hanno fatto sì che questa teoria fosse abbandonata da molti Avventisti.